# Instituto de Pesos e Medidas do Estado de São Paulo
Instituto de Pesos e Medidas do Estado de São Paulo (IPEM-SP) é  uma autarquia do estado brasileiro de São Paulo. Está vinculada à Secretaria da Justiça e da Defesa da Cidadania do Governo do Estado de São Paulo.  O IPEM-SP é órgão delegado Instituto Nacional de Metrologia, Qualidade e Tecnologia (INMETRO), autarquia federal que compõem o Sistema Nacional de Metrologia, Normalização e Qualidade Industrial (Sinmetro).

## História

### Antecedentes
A aplicação e fiscalização da Metrologia no Brasil era exercida pela Comissão de Metrologia do Ministério do Trabalho e Comércio, criada em 1938. Apenas em 1961 o governo federal criou um órgão responsável pela área, o Instituto Nacional de Pesos e Medidas (INPM).
Três anos depois o INPM assinou um convênio com o governo do estado de São Paulo para ampliar a fiscalização através de fiscais estaduais de metrologia da Secretaria Estadual do Trabalho, Indústria e Comércio (STIC). A aferição de pesos e medidas era parte da arrecadação fiscal de municípios e do estado, sendo que a falta de fiscalização permitia a proliferação de fraudes e evasão fiscal. Inicialmente a STIC passou a estimular que os municípios passassem a fiscalizar pesos e medidas, com auxílio do estado.
O fracasso da municipalização da fiscalização de pesos e medidas fez com que o estado de São Paulo e a União assinassem em 1967 um convênio para a criação de um órgão estadual de fiscalização, aos moldes do INPM.

### Criação
O IPEM-SP foi criado em 1967 especialmente para executar as atividades delegadas pelo então Instituto Nacional de Pesos e Medidas, que mais tarde daria origem ao Inmetro. A inauguração oficial dos trabalhos do instituto deu-se em 11 de dezembro de 1968.
Nos primeiros anos de atividade o Instituto limitava a sua atuação à fiscalização dos instrumentos de medir mais comuns: Balanças, pesos, taxímetros, metros comerciais e bombas de combustível eram verificados a ver se estavam medindo corretamente e se cumpriam a “legislação metrológica”.
Com o tempo as atribuições do IPEM-SP foram crescendo em diversidade, complexidade e importância. Hoje o Instituto verifica uma grande variedade de instrumentos e sistemas de medição, além de fiscalizar produtos sujeitos à certificação obrigatória da conformidade.
O IPEM-SP possui uma bem equipada sede administrativa, um moderno complexo de laboratórios metrológicos e dezessete delegacias regionais, quatro delas na Capital e as demais espalhadas pelo interior do Estado de São Paulo. Conta com mais de cento e oitenta  equipes compostas por técnicos e por especialistas em metrologia e qualidade, responsáveis pelas atividades de fiscalização e, também, pela prestação de serviços de calibração e de avaliação voluntária da conformidade.